# Rutricha Phapakithi
Apichaya Saejung (Thaï: อภิชญา แซ่จัง) dite Rutricha Phapakithi (Thaï: รัตท์ริชา ประภากิติ), née le 23 septembre 1999 à Bangkok, est une actrice et chanteuse thaïlandaise et ancienne membre de Sizzy (en) de 2019 à 2024.

## Biographie

### Jeunesse et Formation
Elle naît à Bangkok, en Thaïlande, sous le nom d'Apichaya Saejung. En juillet 2023, elle annonce sur Twitter qu'elle change son nom légal en Rutricha Phapakithi. Elle est d'origine thaïlandaise et chinoise.
Elle est diplômée à l'Université de Bangkok, où elle obtient une licence en commerce chinois en 2022.

### Carrière professionnelle
En 2015, elle fait ses débuts d'actrice avec la série télévisée Wonder Teacher. En novembre 2019, elle signe chez GMMTV et débute en tant que membre de Sizzy (en) avant que le groupe ne se sépare officiellement en octobre 2024,.